# Carlos Labraña
Carlos Labraña (1969) es un dramaturgo especializado en teatro infantil y arquitecto técnico español ().

## Trayectoria
Carlos Labraña es uno de los escritores más premiados de la literatura dramática infantil gallega. Comenzó su relación con el teatro asistiendo a los cursos de técnica actoral impartidos por la actriz Fusa Guillén. Juntos fundarían en el año 1988 el Colectivo Garola, dedicado a la difusión del teatro infantil gallego. Con este colectivo participó en la escritura de numerosas piezas de teatro para niñas y niños, entre ellas: O segredo de Daniel (1988) y A escada (1994), ambas premiadas en la Mostra de Teatro Xeración Nós. 
Alejado de Cedeira por motivos laborales, Labraña comenzó su escritura de manera individual o en colaboración de sus hermanos Antón y Sabela con títulos como O teatro dos soños, A viaxe de Farrapos o Esperta, principiño! Fruto de su colaboración con la Asociación de Amigos do Samaín en la recuperación del tallado de calabazas es la obra Indo para o Samaín, traducida posteriormente al castellano como Camino al Samaín. 
Con Os sons da bugina resultó finalista del premio Meiga Moira de Literatura Infantil en el año 2006. Fue galardonado en dos ediciones con el premio Estornela de teatro para niños con Teatro de Xoguete (2010) y A pequena compaña (2014), y mención de honra con A fraga das árbores das palabras (2012). También recibió en cuatro ocasiones el premio O Facho de teatro infantil por las obras Espantallo (2013), Moito Morro Corporation, Sociedade Ilimitada (2014), Estrela...fugaz? (2015) e Ícaras (2022). O valo, resultó ganadora del premio Manuel María de literatura dramática infantil en 2016. En 2017 recibió el premio de teatro de la II Gala do Libro Galego con Moito Morro Corporation, S.I. y en 2022 el Premio SGAE de teatro infantil con Mambrú volvió de la guerra.
Participa activamente en la promoción do teatro infantil gallego a través de diferentes plataformas, como la Asociación de teatro infantil e xuvenil de España (ASSITEJ), de cuya directiva ha formado parte, la Asociación de Literatura Dramática Galega (DRAMATURGA), de la que es socio fundador, o la Asociación Galega de Literatura Infantil e Xuvenil (GALIX), en la que coordina un grupo trabajo para la elaboración de la Guía de Teatro infantil e xuvenil galego.
En el año 2016 fundó con Paula Castro el grupo de teatro Os furabolos para llevar a escena sus obras, y en el que desarrolla también su faceta como actor. Os Furabolos han representado hasta ahora Estrelamar (2016), O Apalpador (2017), O valo (2018) e A pequena compaña (2019)

## Publicaciones

### Teatro en gallego
- O segredo de Daniel (Sotelo Blanco, 1988)
- A escada (Edicións Xerais, 1996)
- Unha avoa a catro patas, calcetíns e gravatas (ASPG, 1997)
- Hai gato pechado na caixa de Torcuato? (ASPG, 1997)
- O mexillón (Garola, 2002)
- Indo para o Samaín (Everest Galicia, 2002)
- O teatro dos soños (Garola, 2004)
- Os sons da buguina (Baía Edicións, 2006)
- Pampón tiña razón (Garola, 2007)
- A viaxe de Farrapos (Xunta de Galicia, 2008)
- Os ratos (Edicións Fervenza, 2008)
- Lendas da noite de San Xoán (Everest Galicia, 2008)
- Esperta, principiño! (Edicións Embora, 2008)
- Peter Pan no cabo do mundo (Revista Casahamlet, 2010)
- Un traballo é un traballo (Edicións Embora, 2010)
- Teatro de xoguete (Edicións Embora, 2011)
- A fraga das árbores das palabras (Edicións Embora, 2013)
- O galo de Portugal camiño de Compostela (Edicións Fervenza, 2015)
- Espantallo (Edicións Fervenza, 2015)
- Moito Morro Corporation, Sociedade Ilimitada (Editorial Galaxia, 2016)
- O Apalpador  (Editorial Galaxia, 2016)
- O Valo (Edicións Xerais, 2017)
- A fada pirata (Edicións Fervenza, 2018)
- Estrelecer (Editorial Galaxia, 2019)
- A Pequena Compaña (Edicións Embora, 2019)
- Camuflaxe (I Torneo de Dramaturxia de Galicia, Positivas, 2020)
- Alzheimer (DramaturGA 20, Invasoras, 2020)
- Peter Pan no Santo André de Teixido (Soños de Cajamarca, Antela Editorial, 2020)
- Contra o reloxo (Editorial Galaxia, 2021)
- Descociñando (Erregueté, 2021)
- Claustrofobia (Dorna, 2021)
- Causa da morte: asfixia por submersión (DramaturGA 21, Invasoras 2021)
- Zapatos vermellos (Revista Inviable 24, marzo 2022)
- Os segredos das brañas do río Deo (Creador@s na reserva, Gálix, 2022)
- Estrela... fugaz? (Editorial Galaxia, 2022)
- Mares de Cedeira (Edicións Embora, 2023)
- Mambrú volveu da guerra (Edicións Xerais, 2023)
- Ícaras (Editorial Galaxia, 2024)
- A Biblioteca Galáctica contra a IA fantástica (Editorial Galaxia, 2024)
- O galo de Barcelos camiño de Compostela (Edicións Fervenza, 2025)
- Abecedario Gastronómico (Edicións Embora, 2025)
- O Faro (Baía Edicións, 2025)

### Teatro en castellano
- Camino al Samaín (Everest, 2004)
- Miguel quería ver el sol... (CCS, 2011)
- Descocinando (Erregueté, 2021)
- La Valla (Ediciones Invasoras, 2022)
- Mambrú volvió de la guerra (Anaya, 2023)
- Ícaras (Ediciones Invasoras, 2025)

### Teatro en portugués
- A descozinhar (Erregueté, 2021)

### Otras
- Caderno Pedagóxico "Estigma" (AGADIC, 2008)
- Caderno Pedagóxico "A boa persoa de Sezuan" (AGADIC, 2008)
- Caderno Pedagóxico "As dunas" (AGADIC, 2009)

## Premios y reconocimientos
- La biblioteca del CEIP Nicolás del Río lleva su nombre.
- Ganador del II Concurso Xeración Nós de textos teatrales infantiles en 1988 por O segredo de Daniel
- Ganador del VII Concurso Xeración Nós en 1994 por A escada
- Finalista del VII Concurso Xeración Nós en 1994 por O teatro dos soños
- Finalista del II Premio Meiga Moira de literatura infantil y juvenil en 2006 por Os sons da buguina
- Ganador del VI Concurso Estornela de teatro para niños en 2010[19] por Teatro de xoguete
- Mención honorífica en el VII Concurso Estornela en 2012 por A fraga das árbores das palabras
- Ganador del XIV Concurso O Facho de teatro infantil en 2013 por Espantallo
- Ganador del XV Concurso O Facho de teatro infantil en 2014 por Moito Morro Corporation, Sociedade Ilimitada
- Ganador del VIII Concurso Estornela de teatro para niños en 2014[20] por A pequena compaña
- Ganador del XVI Concurso O Facho de teatro infantil en 2015 por Estrela... fugaz?
- Ganador del IX Premio Manuel María de literatura dramática infantil en 2016 por O valo
- Finalista do Premio Fervenzas Literarias Os mellores libros do ano 2016 (categoría teatro) por Moito Morro Corporation,Sociedade Ilimitada
- Premio categoría de teatro na II Gala do Libro Galego 2017 por Moito Morro Corporation, Sociedade Ilimitada
- Finalista do Premio Fervenzas Literarias Os mellores libros do ano 2017 (categoría teatro) por O valo
- Finalista categoría de teatro na IV Gala do Libro Galego 2019 por A fada pirata
- Seleccionado para las lecturas dramatizadas SGAE 2019 con Estrelecer
- Ganador del II Premio Platta de Teatro Breve 2020 por Descociñando
- Ganador del XX Concurso O Facho de teatro infantil en 2022 por Ícaras
- Premio "Escoitarmos teatro" SGAE 2022 por Fobias
- Ganador del XXIII Concurso SGAE de Teatro Infantil 2022 por Mambrú volvió de la guerra.
- Finalista categoría de teatro VIII Premios Follas Novas 2023 por Estrela... fugaz?
- Ganador categoría infantil XIX Premios Frei Martín Sarmiento 2023 por Contra o reloxo.
- Finalista categoría de teatro IX Premios Follas Novas 2024 por Mambrú volvió de la guerra
- Ganador del XIII Premio Manuel María de literatura dramática infantil en 2024 por O carteiro de Ximaraos
- Ganador del XVI Premio Barriga Verde de textos para teatro de títeres, modalidad adultos, por la obra O Faro
- Ganador del XXIII Concurso O Facho de teatro infantil en 2025 por Iceberg
- Ganador del I Premio de teatro breve para a mocidade Begoña Muñoz Saa, por la obra A entrevista (2025)